# USS Wyoming (BB-32)
USS Wyoming (BB-32) byl dreadnought třídy Wyoming námořnictva Spojených států amerických, který sloužil v letech 1912–1947.

## Výzbroj (1912)
Hlavní zbraňový systém lodi tvořilo 6 dvojhlavňových střeleckých věží s děly Mk 7 ráže 305 mm a dostřelem 22 km. Sekundární zbraňový systém tvořilo 21 děl ráže 127 mm s dostřelem 16 km. Dále zde byla 4 děla QF 3-pounder ráže 47 mm s dostřelem 6 km. A nesměly chybět 2 torpédomety s torpédy Mk 3, která měřila 5 metrů na délku, měla průměr 533 mm a dosahovala rychlosti 48 km/h.